# Cartone catramato

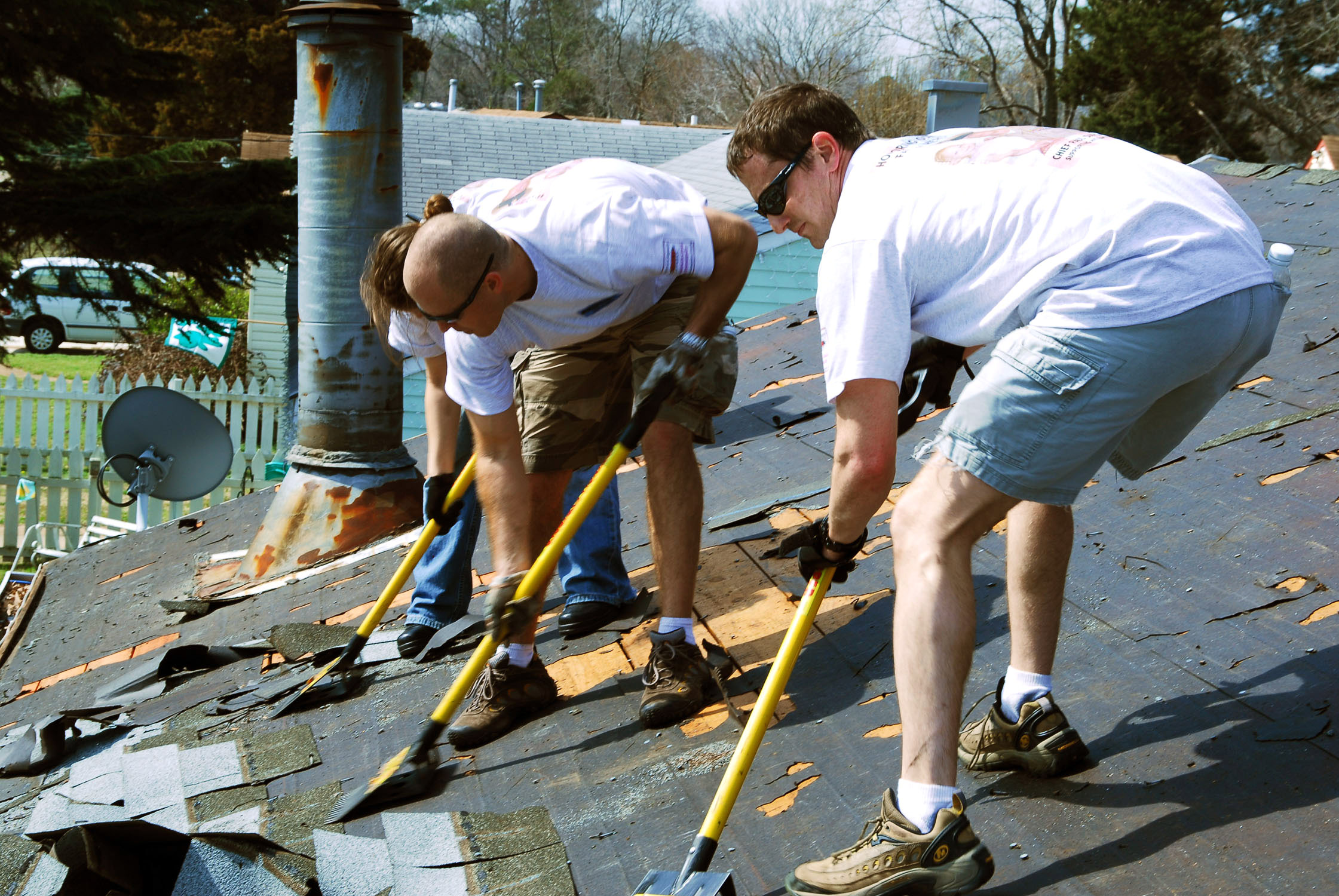
Rimozione del cartone catramato da un tetto

Il cartone catramato o carta catramata è un materiale che viene impiegato in edilizia per rivestire superfici piane di edifici, quali tetti, terrazzi e similari, in modo da isolarli dalla penetrazione dell'acqua. 
Il cartone catramato si presenta in rotoli che poi vengono distesi sulla superficie da isolare.
Attualmente vengono sempre più spesso sostituiti da supporti impregnati da resine sintetiche.